# Françoise N’Thépé
Françoise N’Thépé est une architecte franco-camerounaise née en 1973.

## Biographie
Françoise N’Thépé est née à Douala en 1973. Sa famille s’installe en France, alors qu’elle a deux ans. Sa mère travaille à l’Unesco. Elle effectue des études supérieures d’architecture, à l’École spéciale d'architecture, à Paris,.
Elle est employée par le LABFAC, Laboratory for Architecturer, de Nicolas Michelin et Finn Geipel, avant de travailler avec Aldric Beckmann en 2000, puis de créer avec lui en 2002 l’agence d’architecture Beckmann-N'Thépé ou B-N’T. Ils conçoivent différentes réalisations dans Paris, et sont lauréats des nouveaux Albums des jeunes architectes. Ils sont également lauréats de différents concours d'architecture ou d'aménagement dans les années 2000, réalisant notamment en 2005 l’aménagement intérieur de La Maréchalerie, un des bâtiments de l’École nationale supérieure d'architecture de Versailles,, ou encore le concours de réaménagement du Parc zoologique de Paris à Vincennes, puis du concours de réaménagement du parc zoologique de Korkeasaari,. Leur agence est retenue également pour un projet de logements sociaux dans le 13e arrondissement de Paris, livré en 2007, au 8 rue Elsa-Morante,, et pour la bibliothèque de l’Université Paris-Est-Marne-la-Vallée. Cette dernière réalisation, un rectangle suspendu entouré de jardins, leur vaut une nomination au prix de l’Équerre d’argent, en 2012,.
Ce tandem d’architectes, Françoise N’Thépé et Aldric Beckmann, se sépare au bout de dix-sept ans, en 2017. Françoise N’Thépé a notamment envie de retrouver le continent africain. Un projet de chantier résidentiel privé au Cameroun n’aboutit pas, de même que son projet pour le musée Toussaint-Louverture, prévu initialement à Allada, au Bénin. Mais l’État béninois lui commande la conception d’un musée à Abomey, à l’intérieur d’un site palatial classé au patrimoine mondial de l’Unesco. Ce futur musée doit accueillir 350 objets illustrant trois siècles d’histoire, dont les 26 trésors royaux restitués au Bénin par la France fin 2021/début 2022, ainsi qu’un bâtiment consacré à l’histoire des Amazones et du Royaume du Dahomey, le Musée de l’Épopée des Amazones et des Rois du Danhomè ou MEARD,,. La première brique devait être posée à la fin du premier trimestre 2023 pour une ouverture prévue initialement fin 2024. Mais en septembre 2024, les travaux n’ont toujours pas commencé, en raison des contraintes induites par un chantier au sein d’une zone inscrite au Patrimoine mondial de l’Unesco.